# Principe du reflux
Le principe du reflux est une théorie économique selon laquelle un système économique détruit automatiquement tout stock de monnaie excédentaire, de telle sorte que l'inflation ne peut jamais avoir une origine monétaire. Cette théorie a été créée et soutenue par Joan Robinson, puis reprise par le courant post-keynésien et par l'école du circuit. La théorie monétaire moderne l'a reprise et augmentée.

## Concept
Un système économique sain et stable dispose d'autant de liquidités que nécessaire pour permettre des ordres d'achats sur les marchés. Selon plusieurs écoles de pensée économique, comme le monétarisme ou la nouvelle économie classique, l'inflation est un phénomène d'origine monétaire : elle serait due à un excès de monnaie par rapport aux besoins du système économique au moment t. Cette thèse est critiquée par l'école du circuit, selon laquelle, la monnaie étant endogène, son niveau correspond à tout moment aux besoins de l'économie et ne peut être à l'origine de l'inflation.
L'école du circuit, en effet, considère la monnaie comme étant créée par l'activité économique elle-même : les entreprises qui ont besoin de liquidité obtiennent un crédit bancaire, au cours duquel la banque crée de la monnaie. Dès lors, la quantité de monnaie en circulation est égale à ce dont les entreprises ont besoin dans le cadre de la production. 
Selon la post-keynésienne Joan Robinson, lorsqu'il y a trop de monnaie en circulation, « quand [l'entrepreneur] dispose d'une quantité [de monnaie] supérieure à ce dont il a besoin, il réduit ses traites en cours en réglant avec des billets celles qui sont échues et en ne les renouvelant pas. Les billets reviennent alors vers les banques. Ainsi, la quantité existante de billets dus est adaptée de façon permanente aux besoins des transactions ». En d'autres termes, les entreprises qui bénéficient de flux monétaires supplémentaires les utilisent pour diminuer leur endettement, ce qui permet une chute de l'offre de monnaie, car la banque qui récupère son prêt détruit l'argent créé.
Ainsi, selon Jacques Le Bourva, « il résulte que l'économie peut toujours réduire la quantité de monnaie en remboursant ses dettes sans emprunter de nouveau. En d'autres termes, seule une monnaie désirée peut exister ».

## Historique
L'idée selon laquelle l'endogénéité de la monnaie garantit que le système économique produise toujours autant de monnaie que nécessaire a déjà été avancée, par le passé, par doctrine des effets réels. John Fullarton l'avait soutenue. Thomas Tooke lui a donné son nom.
Joan Robinson, membre du courant post-keynésien, met en avant cette théorie dans une publication de 1956, L'Accumulation du capital. Elle l'a complétée dans un article de 1972. En France, Le Bourva est pionnier en ce qu'il aboutit aux mêmes conclusions dès 1959. La théorie est reprise et travaillée par Nicholas Kaldor en 1985.
Des économistes de la Banque d'Angleterre valident la théorie dans un papier de 2014 appelé « Money creation in the modern economy ».

## Critique

### Exogénéité de la monnaie
Le principe du reflux repose sur le postulat de l'endogénéité de la monnaie. Seulement, dans les économies modernes, la monnaie créée par les banques coexiste avec celle créée par la banque centrale. Elle est donc à la fois endogène et exogène.

### Économie ouverte
Les économistes qui ont abordé le principe du reflux l'ont principalement fait dans le cadre théorique d'une économie fermée, autarcique, où les échanges avec le reste du monde n'étaient pas pris en compte. Louis-Philippe Rochon et Matias Vernengo soutiennent que cela n'a pas d'incidence majeure sur le principe du reflux. 